# Philharmonieorchester Japan
Das Philharmonieorchester Japan (jap. 公益財団法人 日本フィルハーモニー交響楽団, Kōeki Zaidan Hōjin Nihon Firuhāmonī Kōkyō Gakudan, kurz: Nihon Phil (日本フィル, Nihon Firu)) ist ein professionelles japanisches Sinfonieorchester in Tokio. Es wurde am 22. Juni 1956 ausschließlich für das „Kulturradio Japan“ (文化放送, Nippon Cultural Broadcasting) gegründet. Erster ständiger Dirigent war einst Akeo Watanabe (1919–1990). Das Orchester ist reguläres Mitglied der Japanischen Orchestervereinigung.

## Überblick
Das Orchester gibt Abonnenten- und Auftragskonzerte und wirkt bei Opernaufführungen mit. Die Abonnentenkonzerte finden regelmäßig in der Tōkyō Bunka Kaikan statt.
Als erstes regelmäßiges Konzert gab das Orchester am 4. April 1957 die 2. Sinfonie von Jean Sibelius in der Stadthalle Hibiya (日比谷公会堂, Tokyo Metropolitan Hibiya Public Hall). 1958 wurden unter dem Dirigenten Jean Fournet die Oper Pelléas et Mélisande von Claude Debussy und die erste Sinfonie von Akio Yashiro uraufgeführt. 1959 schloss das Orchester eine Exklusivvertrag mit dem Sender Fuji Television, für den es fortan tätig war. 1964 unternahm das Orchester mit Akeo Watanabe und Seiji Ozawa eine siebenmonatige Tournee durch die USA und Kanada. Es folgen weitere Konzerte in Hawaii, Estland und Holland.
1966 entsteht bei Japan Columbia die LP Dschungelkönig, eine sinfonische Dichtung für Kinder. 1972 wurde der Vertrag mit Fuji Television aufgelöst und Seiji Ozawa übernahm die Leitung. Noch im gleichen Jahr verließen ein Drittel der Musiker das Orchester und gründeten unter Seiji Ozawa das Neue Philharmonieorchester Japan. Dieses Ereignis wird auch als Beginn des „Nihon-Phil-Streits“ (日フィル争議) bezeichnet. 1973 wurde daraufhin der Philharmonieverband gegründet, aus dem im Dezember der Chor des Orchesters hervorging. Der Streit endete 1985 mit einer Ausgleichszahlung von Fuji Television und dem Kulturradio und der Auflösung des Verbandes.
1996 zog die Verwaltung des Orchesters in den Stadtteil Suginami. 1998 verlegte das Orchester seine regelmäßigen Abonnentenkonzerte in die Minato Mirai Halle in Yokohama. Seit der Wiedereröffnung 2006 konzertiert das Orchester nunmehr in der Stadthalle Suginami.

## Dirigenten
- Akeo Watanabe (Dirigent)
- Seiji Ozawa (Dirigent)
- Ken’ichirō Kobayashi (Dirigent) folgte Watanabe nach dessen Tod 1990 als Chefdirigent. Er war zudem von 2004 bis 2007 Musikdirektor des Orchesters
- Alexander Lazarev (Dirigent)
- Pietari Inkinen (Dirigent), seit September 2016

Bisherige ausländische Dirigenten waren: Charles Münch (dirigierte 1962 die 9. Sinfonie von Beethoven), Igor Markevitch, Leopold Stokowski (1965 erstes Konzert in der Nippon Budōkan) und Antonio Janigro.